# Dinutuximab beta
Dinutuximab beta (ch14.18/CHO, Handelsname Qarziba) ist ein chimärer monoklonaler Antikörper, der spezifisch das Oberflächenmolekül Disialogangliosid 2 (GD2) erkennt und bindet. Da Disialogangliosid 2 besonders häufig und dicht auf Zellen neuroendokriner Tumoren, wie Neuroblastomzellen, vorkommt, können diese mit Dinutuximab beta gezielt behandelt werden. Neuroblastome treten vorrangig im Kindes- bzw. Kleinkindesalter auf. Am 8. Mai 2017 erteilte die Europäische Kommission die Zulassung („under exceptional circumstances“) für Dinutuximab beta zur Behandlung von Hochrisiko-Neuroblastomen bei Patienten im Alter von 12 Monaten und älter. Inhaber der Zulassung und Produzent des Medikaments ist das Pharmaunternehmen EUSA Pharma. Es ist ein wirkungsgleiches Präparat zum 2015 zugelassenen Unituxin (Dinutuximab, ch14.18/SP2/0), das vom Hersteller United Therapeutics 2017 in der EU wieder zurückgezogen wurde.
Frühere Studien haben gezeigt, dass die Zugabe eines anti-GD2-Antikörpers bei der Behandlung von Hochrisiko-Neuroblastomen in der Post-Konsolidierungsphase so vorteilhaft ist, dass es ethisch nicht mehr vertretbar war, Patienten ohne diesen Antikörper zu behandeln. Daher erhielten in Studien ab 2010 die Patienten Dinutuximab beta als neuen Standard. Entsprechend gilt Dinutuximab beta in der deutschen S1-Leitlinie als gesetzter Standard für die Post-Konsolidierungstherapie. Diese Position stützen auch pädiatrische Onkologen sowie Patienten bzw. deren rechtliche Vertreter (Eltern) und Patientenvereinigungen.

## Prognose beim Hochrisiko-Neuroblastom
Die Prognose beim Neuroblastom wird erheblich vom Risikoprofil bestimmt: Bei einem günstigen Risikoprofil überleben über 90 % der Kinder – selbst mit limitierter oder sogar ohne Tumortherapie. Im Gegensatz dazu liegt die Überlebensrate bei einem Hochrisiko-Neuroblastom (HR-NB) bei maximal 50 %. Risikofaktoren beim Neuroblastom sind unter anderem ein Alter über 18 Monate bei der Diagnosestellung oder der Nachweis einer Amplifikation des Onkogens MYCN. Ca. 40 % der Patienten mit einem Neuroblastom werden als Hochrisiko-Patienten eingestuft.

## Behandlung des Hochrisiko-Neuroblastoms
Je größer das Risiko der Neuroblastom-Patienten ist, desto umfangreicher und intensiver ist die Therapie. Bei Patienten mit einem Hochrisiko-Neuroblastom erfolgt die Behandlung in der Regel in drei Phasen. Diese dauern zusammen in der Regel 18 Monate.

### Induktionstherapie
In der Induktionsphase wird eine über 95%ige Entfernung des Primärtumors angestrebt. Um den Tumor für den chirurgischen Eingriff operabler zu machen, erfolgt zunächst eine Chemotherapie. Es folgt die Konsolidierungstherapie.

### Konsolidierungstherapie
In dieser Behandlungsphase soll das Neuroblastom noch weiter reduziert werden. Daher werden die Patienten mit einer Hochdosis-Chemotherapie behandelt. Die Hochdosis-Chemotherapie ist Knochenmark schädigend (myeloablativ), weshalb sich eine Stammzelltransplantation anschließt. Auch eine Strahlentherapie kann vor der dritten Behandlungsphase durchgeführt werden.

### Erhaltungstherapie bzw. Post-Konsolidierungstherapie
Wenn der Tumor nach der ersten und zweiten Phase ganz oder zumindest teilweise zurückgegangen ist (Komplett- bzw. Teilremission), wird als Post-Konsolidierungstherapie eine Immuntherapie mit Dinutuximab beta eingeleitet (Erhaltungstherapie). Ziel dieser Behandlungsphase ist es, verbliebene Tumorzellen zu beseitigen, was mit einer Immuntherapie erreicht werden kann. Die Behandlung mit Dinutuximab beta erfolgt in fünf Zyklen von jeweils 35 Tagen und kann als kontinuierliche Langzeit-Infusion über zehn Tage oder als achtstündige Infusion über fünf Tage (Kurzzeit-Infusion) erfolgen. Bei jedem Zyklus sind Prä- und Begleitmedikation erforderlich.

## Anwendungsgebiete

### Hochrisiko-Neuroblastom
Dinutuximab beta wird zur Behandlung von Hochrisiko-Neuroblastom bei Patienten im Alter von 12 Monaten und älter eingesetzt. Die Patienten sollten zuvor eine Induktions-Chemotherapie erhalten und auf diese zumindest mit einer partiellen Remission angesprochen haben. Zudem wurde bereits die Konsolidierungsphase mit Hochdosis-Chemotherapie und Stammzelltransplantation durchlaufen.

### Rezidiviertes und refraktäres Neuroblastom
Zudem wird Dinutuximab beta auch bei Patienten mit rezidivierten oder refraktären Neuroblastomen – unabhängig vom Risikoprofil – angewendet. Denn auch wenn das Neuroblastom zunächst auf die Behandlung angesprochen hat oder vollständig zurückgegangen ist, kann der Tumor erneut auftreten (Rezidiv). Eine refraktäre Erkrankung bedeutet, dass das Neuroblastom nur im geringen Maß, bis gar nicht auf die zunächst eingesetzte Therapie anspricht. Damit bleibt ein solches refraktäres Neuroblastom auch nach mehreren Monaten Therapie noch nachweisbar. Bei Patienten mit einem Hochrisiko-Neuroblastom kann es zu einem Rezidiv kommen (ca. 50–60 %). Ungefähr 20 % der Patienten mit einem Hochrisiko-Neuroblastom sind refraktär.
Patienten mit rezidiviertem und refraktären Neuroblastom haben eine schlechte Prognose und sind schwierig zu behandeln. In Studien konnte gezeigt werden, dass auch diese Patienten von einer Immuntherapie mit Dinutuximab beta profitieren können.

## Unerwünschte Wirkungen
Patienten, die mit Dinutuximab beta behandelt wurden, zeigten als häufigste Nebenwirkungen Fieber und Schmerzen, die trotz einer Behandlung mit Schmerzmitteln (Analgetika) auftreten. Auch Überempfindlichkeit, Erbrechen, Durchfall, Kapillarlecksyndrom und Hypotonie traten als häufige Nebenwirkungen auf. Die Behandlung und Vorbeugung dieser Nebenwirkungen sind ein elementarer Bestandteil des Therapiekonzeptes. In Zusammenhang mit der Therapie auftretende Schmerzen nehmen in der Regel im Verlauf der Behandlung ab, wodurch Schmerzmittel in der Dosis reduziert oder sogar ganz abgesetzt werden können.
Aufgrund der molekularen Eigenschaften von Dinutuximab beta treten infusionsbedingte allergische oder anaphylaktische Reaktionen relativ selten auf, wovon die Patienten profitieren. So weist der Antikörper beispielsweise eine spezifische Oberflächenstruktur auf (Glykosylierungsmuster), bei der im Vergleich zu einem anderen anti-GD2-Antikörper ein Oberflächenmolekül fehlt, welches allergische Reaktionen auslösen kann (alpha-gal Determinante).

## Kontraindikationen
Bei einer Überempfindlichkeit gegen den Wirkstoff oder sonstige Bestandteile ist die Therapie mit Dinutuximab beta kontraindiziert. Selbes gilt bei einer akuten Graft-versus-host-Reaktion (GvHR) vom Grad 3 oder 4 oder bei einer chronisch „extended“ GvHR.

## Wirkmechanismus
Die therapeutische Wirkung von Dinutuximab beta beruht darauf, dass der Antikörper über Disialogangliosid 2 an die Oberfläche von Neuroblastomzellen bindet und dadurch eine zielgerichtete Immunantwort aktiviert, um den Tumor zu bekämpfen. Dinutuximab beta führt zu einer gesteigerten antikörperabhängigen zellvermittelten Zytotoxizität (ADCC) verglichen mit anderen Varianten des Antikörpers (ch14.18 Varianten), die in Maus-Myelom-Zellen (murine SP2/0 Zellen) hergestellt wurden.
Über die Antikörper-Antigen-Bindung von Dinutuximab beta und Disialogangliosid 2 wird das Immunsystem aktiviert, was zum Absterben der Neuroblastomzellen führt. Dabei aktiviert Dinutuximab beta über die erworbene und angeborene folgende Mechanismen:
- komplementabhängige Zytolyse
- antikörperabhängige zellvermittelte Zytotoxizität (ADCC)
- antikörperabhängige Phagozytose.

Disialogangliosid 2 findet sich in hoher Dichte auf Tumorzellen neuroektodermalen Ursprungs. Auf normalem bzw. gesundem Gewebe ist Disialogangliosid 2 nur geringfügig nachzuweisen, allerdings kommt es auf peripheren Nervenzellen vor. Besonders häufig und dicht ist es auf Neuroblastomzellen zu finden, aber auch andere Tumoren wie Sarkom, Glioblastom, Melanom und kleinzelliges Lungenkarzinom weisen auf ihrer Oberfläche Disialogangliosid 2 auf. Da Disialogangliosid 2 relativ spezifisch auf Tumoren auftritt, ist es ein geeignetes Ziel (Antigen) für die Immuntherapie bestimmter Tumoren.

## Studienlage
In mehreren Studien mit verschiedenen Settings wurden Wirksamkeit, Verträglichkeit und Sicherheit von Dinutuximab beta zur Behandlung von Hochrisiko- sowie rezidiviertem oder therapierefraktärem Neuroblastom untersucht. Insgesamt waren fast 1.200 Patienten in die Studien eingeschlossen. Die Wirkung von Dinutuximab beta konnte sowohl bei Patienten mit kompletter als auch mit partieller Remission nach der vorhergehenden Chemotherapie (Konsolidierungsphase) nachgewiesen werden.
Dinutuximab beta wurde den Patienten mit Hochrisiko-Neuroblastom als Kurzzeit- oder Langzeitinfusion zusätzlich zur vorherigen Standardtherapie verabreicht. Die Langzeitinfusion erwies sich als verträglicher und war mit weniger Schmerzen für die Patienten verbunden als die Kurzzeitinfusion.

### Hochrisiko-Neuroblastom
Die klinische Wirksamkeit von Dinutuximab beta als Erstlinientherapie bei Patienten mit Hochrisiko-Neuroblastom wurde in einer randomisierten, kontrollierten, multizentrischen Studie untersucht, in der insgesamt 814 Patienten aus 19 Ländern eingeschlossen wurden. Im Vergleich mit einer historischen Kontrollgruppe zeigte sich, dass die zusätzliche Immuntherapie mit Dinutuximab beta sowohl das Gesamtüberleben (OS) als auch das ereignisfreie Überleben (EFS) der Patienten verlängerte.

### Rezidiviertes und refraktäres Neuroblastom
Die Wirksamkeit von Dinutuximab beta bei rezidivierten und refraktären Patienten konnte in zwei Studien gezeigt werden. Eine gepoolte Analyse der beiden Studien konnte im Vergleich mit historischen Registerdaten zeigen, dass die Patienten mit Dinutuximab beta deutlich länger überlebten im Vergleich zur historischen Kontrollgruppe.
Weitere Daten weisen darauf hin, dass der Einsatz von Dinutuximab beta nach haploidentischer Stammzelltransplantation, bei der z. B. ein Elternteil für das Kind spendet, einen positiven Einfluss auf das Überleben von Patienten mit rezidiviertem Neuroblastom hat.